# Nexans Aurora
CLV Nexans Aurora är ett kabelläggningsfartyg tillhörande den franska kabeltillverkaren Nexans. Fartyget färdigställdes 2021 av Ulstein i Norge med byggnummer 314 och levererades till Nexans den 31 maj samma år. Det har sin hemmahamn i Halden i Norge. Längden är 149,9 meter och bredden 31 meter.

## Historik
Under 2017 fick Skipsteknisk i Ålesund uppdraget att utveckla fartygets konstruktion. Inledningsvis var tanken att fartyget skulle byggas i Kroatien, men efter att det tänkta varvet hade drabbats av ekonomiska problem gick uppdraget i stället till norska Ulstein. Nexans signerade beställningen i juli 2018 och byggnationen påbörjades i februari 2019. Skrovet byggdes på varvet Crist i Gdynia i Polen.

## Kabelläggning
Nexans Aurora är specialiserat på att lägga högspänningskablar på havsbotten för sammanlänkning av elnät och för havsbaserad vindkraft. Typiska kablar som används kan väga 150 kg per meter. Fartyget kan lägga 10–12 kilometer kabel per dag, ner till ett djup av 3 000 meter. Kabeltrumman har en lastkapacitet om 10 000 ton.